# No Time to Bleed
No Time to Bleed е втори студиен албум на американската деткор група Suicide Silence. Издаден е на 30 юни 2009 г. от Century Media Records.

## Обща информация
Работата по албума започва през 2008 г., като плановете са той да е готов до краят на годината. На 13 март 2009 г. всички песни са готови. На 20 април песента „Lifted“ е качена в MySpace профила на групата. Заснети са и видеоклипове за „Wake Up“, „Genocide“ и „Disengage“. Ремикс версия на „Genocide“ става част от саундтрака на филма Убийствен пъзел 6.
„No Time to Bleed“ дебютира на 32-ро място в Billboard 200 с 14 000 продадени копия през първата седмица.

## Състав
- Мич Лъкър – вокали
- Марк Хейлмун – китара
- Крис Гарза – китара
- Дан Кени – бас
- Алекс Лопес – барабани

## Песни
| 1.    | Wake Up                             | 3:48 |
| 2.    | Lifted                              | 4:08 |
| 3.    | Smoke                               | 3:08 |
| 4.    | Something Invisible                 | 2:57 |
| 5.    | No Time to Bleed                    | 2:22 |
| 6.    | Suffer                              | 3:55 |
| 7.    | ...And Then She Bled (инструментал) | 3:54 |
| 8.    | Wasted                              | 3:13 |
| 9.    | Your Creations                      | 3:59 |
| 10.   | Genocide                            | 2:17 |
| 11.   | Disengage                           | 4:04 |
| 37:45 |                                     |      |